# Liste der Baudenkmäler in Floß (Oberpfalz)
Auf dieser Seite sind die Baudenkmäler in dem Oberpfälzer Markt Floß zusammengestellt. Diese Tabelle ist eine Teilliste der Liste der Baudenkmäler in Bayern. Grundlage ist die Bayerische Denkmalliste, die auf Basis des Bayerischen Denkmalschutzgesetzes vom 1. Oktober 1973 erstmals erstellt wurde und seither durch das Bayerische Landesamt für Denkmalpflege geführt wird. Die folgenden Angaben ersetzen nicht die rechtsverbindliche Auskunft der Denkmalschutzbehörde.

## Ensembles

### Ensemble ehemaliges Judenviertel

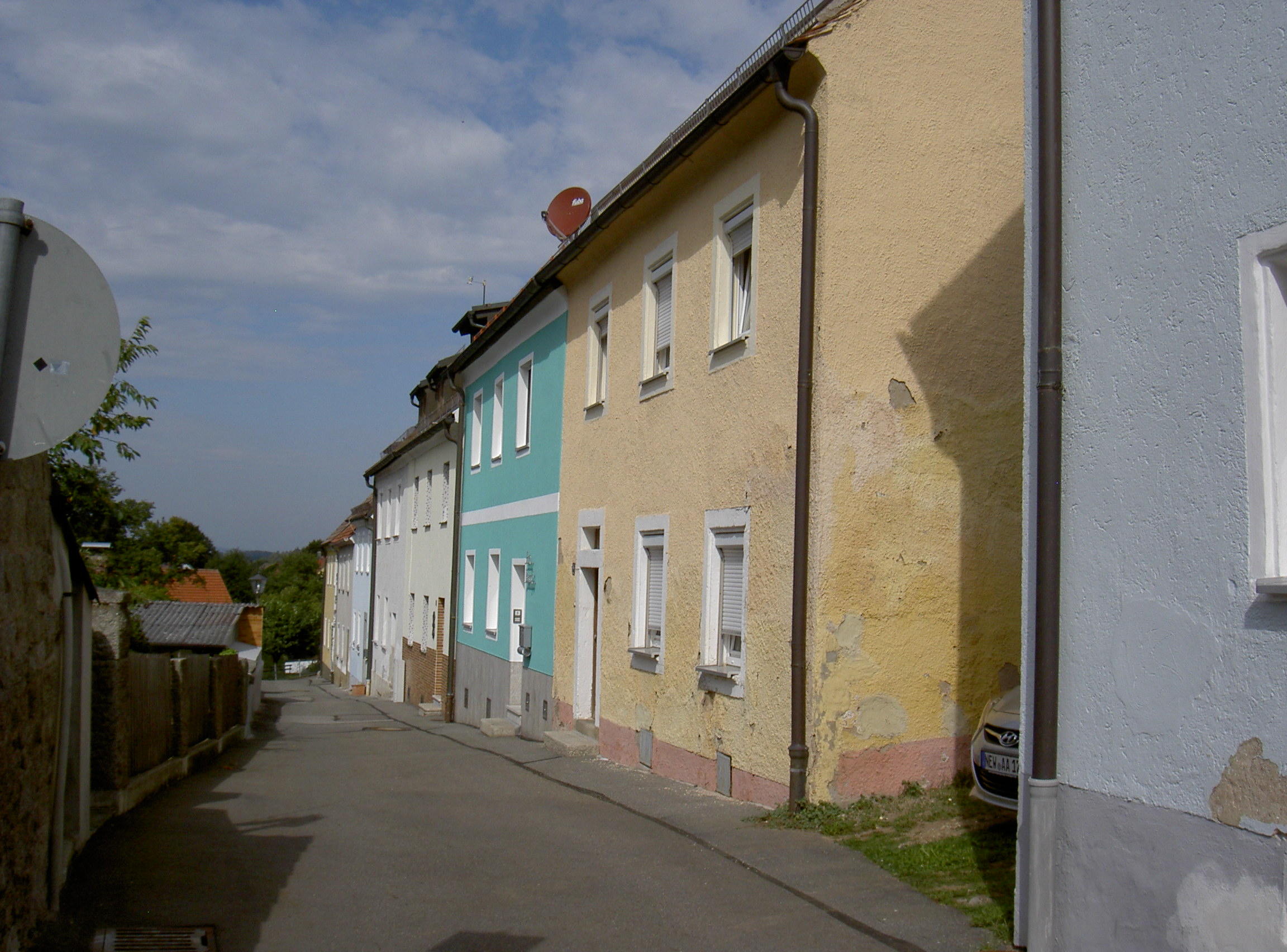

Das Ensemble umfasst das ehemalige Judenviertel auf dem Berghang nördlich der Floß. In räumlicher Nähe zum Markt, aber durch das steil abfallende Gelände dennoch abgesetzt, waren dort seit 1684 Juden angesiedelt. Nachdem deren Anwesen beim Marktbrand 1813 ebenfalls beeinträchtigt worden waren, wurden beim Wiederaufbau ähnliche Ordnungsmerkmale vorgegeben wie beim Markt selbst, allerdings gelände- und ausdehnungsmäßig mit Einschränkungen. Die Wohnbauten bilden zweigeschossige Traufseitzeilen, an den Stirnseiten jeweils mit Halbwalmdächern, gelegentlich mit Toreinfahrten, profilierten Gewänden und Gesimsen ausgestattet, stellenweise durch Modernisierungen nicht mehr ganz ursprünglich. In der Mitte der Ost-West-Erstreckung ist die Synagoge eingebunden. Die hohen Satteldachreihen und ihre besondere Einfügung in die Landschaft ergeben eine wohl einmalige Präsentation für den Fernblick von der Ortseinfahrt an der gegenüberliegenden Neustädter Straße. Aktennummer: E-3-74-121-2.

### Ensemble Ortskern Floß

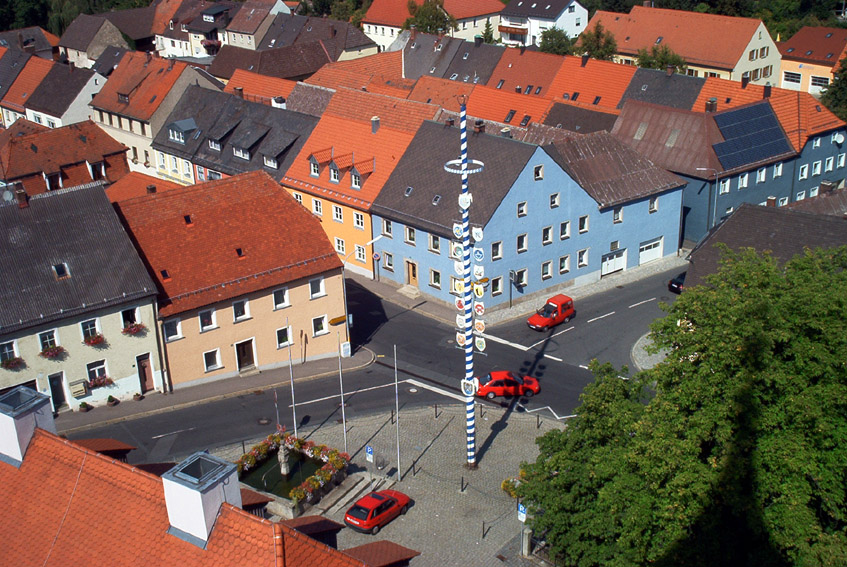

Der Markt Floß ist durch eine offene architektonische Struktur gekennzeichnet. Außer den Resten der ehem. Friedhofsbefestigung um die alte, jetzt evangelisch-lutherische Pfarrkirche ist keine Befestigungsanlage erkennbar. Der größte Teil der Bebauung geht auf eine systematische Neuanlage zurück, die der zuständige Neustädter Landrichter Karl Franz Reisner Freiherr von Lichtenstern nach dem verheerenden Marktbrand von 1813 angeordnet hat: Parallel zum Flusslauf der Floß wurde zwischen diesem und dem erhöhten Kirchhof eine breite Hauptdurchgangsstraße angelegt, jetzt die Freiherr-von-Lichtenstern-Straße, welche in der Mitte von einer zweiten Durchgangsstraße gekreuzt wird, der Plößberger und Weidener Straße, und in welche von Südosten über den keilförmigen Luitpoldplatz die Vohenstraußer Straße einmündet. Die Seite zum Kirchhof hin wurde von der sonst durchgehenden zweigeschossigen Traufseitbebauung freigehalten, sodass sich dort wie schon vor dem Brand der Marktplatz ausbreiten kann. Zwei zusätzliche Querstraßen führen von der Hauptstraße rechtwinkelig und in gleichem Abstand zur Floß hin. Die sich damit rasterartig ergebenden Blöcke sind so bebaut, dass den zur Straßenseite gewendeten Wohnhausreihen rückwärts je eine Reihe von Wirtschaftsgebäuden entspricht, welche durch schmale, parallel zur Hauptstraße verlaufende Ökonomiegassen erschlossen sind. Diesem linearen, rational durchdachten Bebauungsplan wurde sogar der Flusslauf unterworfen, der außer einer einzigen Bogenführung völlig geradlinig gebettet wurde und so die Achse einer oberen und unteren Bachgassenbebauung bildet, die allerdings im Nordwesten nicht mehr doppelseitig ausgeführt wurde. Die Konsequenz in der Befolgung des Bebauungsplanes erwirkte dem Ensemble Markt Floß einen unverwechselbaren Charakter. Die Angliederung der Hauptausfallsstraßen ist demgegenüber mehr lagebedingt; an ihnen findet man noch mehrere Reihen gemauerter Scheunen. Aktennummer: E-3-74-121-1.

## Baudenkmäler nach Ortsteilen

### Floß
| Lage | Objekt                                                   | Beschreibung | Akten-Nr.              | Bild |
| --- | -------------------------------------------------------- | --- | ---------------------- | --- |
| Bergstraße 20 (Standort) | Wohn- und Wirtschaftsgebäude                             | Eckbau, zweigeschossiger Halbwalmdachbau mit profilierten Granitgewänden, um 1815 | D-3-74-121-3 Wikidata  | Wohn- und Wirtschaftsgebäude |
| Dr.-Martin-Luther-Ring 1 (Standort) | Alter Pfarrhof                                           | Langgestreckter eingeschossiger Walmdachbau, mit Ecklisenen und geohrten Fensterrahmungen, Wappen des Klosters Waldsassen, Portal bezeichnet 1757 | D-3-74-121-15 Wikidata | weitere Bilder |
| Dr.-Martin-Luther-Ring 4 (Standort) | Evangelisch-lutherische Pfarrkirche St. Johannes Baptist | Saalkirche mit Steil- bzw. Walmdach und eingezogenem, fünfseitig geschlossenem Chor, Flankenturm mit Spitzhelm, im Kern spätgotisch, Chor bezeichnet 1503, Langhaus 1781–83 von J. Martin Beer, 1828 Turmaufstockung; mit Ausstattung | D-3-74-121-17 Wikidata | weitere Bilder |
| Dr.-Martin-Luther-Ring 2, 4, Weidener Straße 11 (Standort) | Reste der Kirchhofbefestigung                            | Nachmittelalterlich; Fragmente von Grabmälern in der Futtermauer; Granitbruchstein | D-3-74-121-17 Wikidata | weitere Bilder |
| Dr.-Martin-Luther-Ring 7 (Standort) | Friedhofsmauer                                           | Granitbruchstein, bezeichnet 1818, Erweiterung nach Süden wohl 1. Viertel 20. Jahrhundert | D-3-74-121-18 Wikidata | weitere Bilder |
| Dr.-Martin-Luther-Ring 7 (Standort) | Friedhofskreuz                                           | Gusseisen, auf neugotischem Postament mit Stufensockel, um 1900 | D-3-74-121-18 Wikidata | weitere Bilder |
| Flossenbürger Straße (in der Nähe der Weikersmühle) (Standort) | Jüdischer Friedhof                                       | Anlage um 1700; Grabsteine, Werkstein, 18. bis Mitte 20. Jahrhundert; Friedhofsmauer, Granitbruchstein mit Deckplatten, um 1700 | D-3-74-121-6 Wikidata  | weitere Bilder |
| Frh.-v.-Lichtenstern-Straße 2 (Standort) | Gasthaus                                                 | Zweigeschossiger traufständiger Satteldachbau mit Neurenaissancefassade, um 1890 | D-3-74-121-7 Wikidata  | Gasthaus |
| Frh.-v.-Lichtenstern-Straße 12 (Standort) | Wohnhaus                                                 | Zweigeschossiger traufständiger Steildachbau, mit profilierten Granitgewänden und Torbogen, um 1815 | D-3-74-121-8 Wikidata  | Wohnhaus |
| Frh.-v.-Lichtenstern-Straße 14 (Standort) | Wohn- und Geschäftshaus                                  | Zweigeschossiger traufständiger Satteldachbau, Neurenaissancefassade um 1880, im Kern wohl älter | D-3-74-121-9 Wikidata  | Wohn- und Geschäftshaus |
| Frh.-v.-Lichtenstern-Straße 18 (Standort) | Wohnhaus                                                 | Zweigeschossiger traufständiger Satteldachbau mit Granitgewänden, um 1815 | D-3-74-121-10 Wikidata | Wohnhaus |
| Frh.-v.-Lichtenstern-Straße 20 (Standort) | Wohn- und Geschäftshaus                                  | Zweigeschossiger Mansarddachbau mit asymmetrischer Fassade und Polygonalerker, Jugendstil, bezeichnet 1911 | D-3-74-121-11 Wikidata | Wohn- und Geschäftshaus |
| Frh.-v.-Lichtenstern-Straße 21 (Standort) | Wohnhaus                                                 | Eckhaus, zweigeschossiger Satteldachbau, traufseitig mit profilierten Granitgewänden, um 1800 | D-3-74-121-12 Wikidata | Wohnhaus |
| Gärtnerweg 4 (Standort) | Wohn- und Wirtschaftsgebäude                             | Zweigeschossiger Halbwalmdachbau mit Werkstein-Fensterrahmungen, traufseitiger Torbogen bezeichnet 1836 | D-3-74-121-19 Wikidata | Wohn- und Wirtschaftsgebäude |
| Graf-Gebhard-Straße 2 (Standort) | Wohnhaus                                                 | Eckhaus, zweigeschossiger Halb- bzw. Walmdachbau über gewinkeltem Grundriss, Anfang 19. Jahrhundert | D-3-74-121-38 Wikidata | Wohnhaus |
| Kirchstraße 12 (Standort) | Kelleranlage                                             | Zwei tonnengewölbte Keller mit Graniteinfassungen, nach 1771 | D-3-74-121-90 Wikidata | Kelleranlage |
| Luitpoldplatz, am nordwestlichen Ende des Platzes unterhalb des Friedhofringes (Standort) | Kriegerdenkmal für die Gefallenen beider Weltkriege      | Inschriftwand mit Löwenskulptur, Granit, davor Plattform mit Stufenanlage, 1927, ergänzt 1959 | D-3-74-121-26 Wikidata | Kriegerdenkmal für die Gefallenen beider Weltkriege |
| Luitpoldplatz (Standort) | Brunnen                                                  | Sechseckiges Granitbecken, darin polygonale Brunnensäule mit Kugelbekrönung, 19. Jahrhundert | D-3-74-121-25 Wikidata | Brunnen |
| Luitpoldplatz 2 (Standort) | Wohnhaus                                                 | Dreigeschossiger Halbwalmdachbau mit geohrten GranitFensterrahmungen, Portal bezeichnet 1794 | D-3-74-121-23 Wikidata | weitere Bilder |
| Luitpoldplatz 2 (Standort) | Stadel                                                   | Zweigeschossiger Halbwalmdachbau, Massivbau, 19. Jahrhundert | D-3-74-121-23 Wikidata | BW |
| Luitpoldplatz 3 (Standort) | Ehemaliges Gasthaus                                      | Eckbau, zweigeschossiger Halbwalmdachbau mit Werksteingewänden und mittlerem Korbbogentor, bezeichnet 1816 | D-3-74-121-24 Wikidata | Ehemaliges Gasthaus |
| Marktplatz (Standort) | Brunnen                                                  | Sogenannter Röhrkasten, quadratisches Granitbecken, darin Brunnensäule mit Fratze und Kugelbekrönung, wohl 16./17. Jahrhundert, erneuert 1760 | D-3-74-121-29 Wikidata | weitere Bilder |
| Marktplatz 2 (Standort) | Gasthof                                                  | 1561-1813 Rathaus, zweigeschossiger Halbwalmdachbau mit geohrten Granitgewänden, bezeichnet 1561, nach Brand 1813 wiederhergestellt | D-3-74-121-28 Wikidata | weitere Bilder |
| Neustädter Straße 9 (Standort) | Villa                                                    | Sogenannte Riebl-Villa, kubusartiger Mansardwalmdachbau mit Eingangsvorhalle und Erkern, um 1905 | D-3-74-121-32 Wikidata | Villa |
| Am Nikolausberg (Standort) | Heiliges-Grab-Nische                                     | Granitrahmung, bezeichnet „1749“, mit Ausstattung | D-3-74-121-35 Wikidata | weitere Bilder |
| Am Nikolausberg (Standort) | Zwei Granitkreuze                                        | Mit eingehauenen Pflugscharen, spätmittelalterlich | D-3-74-121-36 Wikidata | weitere Bilder |
| Nikolaiberg 20 (Standort) | Katholische Wallfahrtskirche St. Nikolaus                | Saalkirche mit Steildach und eingezogenem, fünfseitig geschlossenem Chor, Flankenturm mit Spitzhelm, Portal bezeichnet 1722, Chor und Turm im Kern mittelalterlich; mit Ausstattung | D-3-74-121-34 Wikidata | weitere Bilder |
| Pfarrer-Jakob-Raß-Zentrum 1 (Standort) | Katholische Pfarrkirche St. Johannes der Täufer          | Dreischiffige Basilika mit mittlerem Steildach, mit Querhaus und eingezogenem, fünfseitig geschlossenem Chor, Flankenturm mit doppelter Zwiebelhaube, neubarock, 1910–12 von Heinrich Hauberrisser; mit Ausstattung; Ölbergkapelle, kleiner Walmdachbau im Chorzwickel mit offener Vorhalle, gleichzeitig | D-3-74-121-20 Wikidata | weitere Bilder |
| Plößberger Straße (Standort) | Granitkreuz                                              | Mit verwittertem Scherenrelief, spätmittelalterlich | D-3-74-121-53 Wikidata | weitere Bilder |
| Plößberger Straße (Standort) | Stadelreihe                                              | Ein- und zweigeschossige Sattel- und Schopfwalmdachbauten, zum Teil mit segmentbogigen Einfahrtstoren, Bruchstein, zum Teil mit Werksteineinfassungen, 1. Hälfte 19. Jahrhundert | D-3-74-121-52 Wikidata | Stadelreihe |
| Plößberger Straße 11, 13 (Standort) | Sogenanntes Podewilshaus, ehemals Pflegschloss           | Später Amtshaus, dreigeschossiger Walmdachbau mit Granit-Fensterrahmungen, im Kern 17. Jahrhundert; Nebengebäude, nordwestlich anschließend, dreigeschossiger Satteldachbau mit Werksteinrahmungen und Rundbogentor, wohl 17./18. Jahrhundert; Hofmauer nach Norden, Granitbruchstein, Brunnennische mit Rundbogenportal, wohl 17./18. Jahrhundert; Inschriftstein mit Wappen der Herren von Floß, Granit, bezeichnet 1614 | D-3-74-121-45 Wikidata | weitere Bilder |
| Plößberger Straße 12 (Standort) | Wohnhaus                                                 | Zweigeschossiger Halbwalmdachbau mit Werksteinrahmungen, Gebäudeflügel nach Südosten mit Steildach, 1. Hälfte 19. Jahrhundert | D-3-74-121-46 Wikidata | Wohnhaus |
| Plößberger Straße 18 (Standort) | Wohnhaus                                                 | Zweigeschossiger traufständiger Halbwalmdachbau mit Granitgewänden, bezeichnet 1836 | D-3-74-121-47 Wikidata | Wohnhaus |
| Plößberger Straße 20 (Standort) | Wohnhaus                                                 | Bezeichnet „1836“, mit Halbwalmdach, derzeit mit Plattenverkleidung | D-3-74-121-48 Wikidata | Wohnhaus |
| Plößberger Straße 22 (Standort) | Wohnhaus                                                 | Zweigeschossiger Halbwalmdachbau mit Werksteinrahmungen, um 1840 | D-3-74-121-49 Wikidata | Wohnhaus |
| Plößberger Straße 27 (Standort) | Ehemals Wohnstallhaus                                    | Langgestreckter zweigeschossiger Walm- bzw. Halbwalmdachbau, 1. Hälfte 19. Jahrhundert | D-3-74-121-50 Wikidata | Ehemals Wohnstallhaus |
| Plößberger Straße 31 (Standort) | Stadel                                                   | Halbwalmdachbau, Bruchsteinmauerwerk mit Quaderrahmungen, traufseitig verputzt, 1. Viertel 19. Jahrhundert | D-3-74-121-51 Wikidata | Stadel |
| Püchersreuther Straße 13 (Standort) | Ackerbürgerhaus; Wohnhaus                                | Zweigeschossiger Steildachbau, Bruchstein, zum Teil verputzt, um 1830/40, im Kern älter; Stadel mit Remise, nördlich anschließend, zweigeschossiger Steildachbau mit korbbogigen Einfahrtstoren, Bruchstein, bezeichnet 1790; Stall, zweigeschossiger Satteldachbau, Bruchstein Schweinestall nach Westen ruinös mit Erdgeschossmauern, wohl 1. Hälfte 19. Jahrhundert                                                     | D-3-74-121-86 Wikidata | BW |
| Nähe Püchersreuther Straße (Standort) | Stadelreihe                                              | Ein- und zweigeschossige Schopfwalm- und Satteldachbauten, zum Teil mit segmentbogigen Einfahrtstoren, Bruchstein, zum Teil verputzt, 1. Hälfte 19. Jahrhundert., einer bezeichnet 1825 | D-3-74-121-54 Wikidata | BW |
| Rabbiner-Joseph-Schwarz-Platz 1 (Standort) | Synagoge                                                 | Langgestreckter Oktogonalbau mit Zeltdach und umlaufender Lisenengliederung, spätbarock, 1815; Einfriedungsmauer nach Südwesten, Granitbruchstein, wohl 1. Hälfte 19. Jahrhundert | D-3-74-121-1 Wikidata  | weitere Bilder |
| Raiffeisenstraße 1 (Standort) | Sühnekreuz                                               | Granitkreuz, mit eingehauener Pflugschar, wohl spätmittelalterlich | D-3-74-121-95          | BW |
| Rathausplatz 1, beim Aufgang zum Rathaus (Standort) | Ehemaliges Pflegschloss                                  | Zweigeschossiger Steildachbau mit kolossaler Pilastergliederung und Putzgliederungen, 1671–73 von Johann Heinrich Seyfried, Umbauten 1726 und 1922; Granitfigur eines sitzenden Mannes, sogenanntem „Bäumannchen“, auf Postament, wohl romanisch | D-3-74-121-55 Wikidata | weitere Bilder |
| Nähe Schönbrunner Straße (Standort) | Felsenkeller                                             | Eingang mit Granitrahmung, 19. Jahrhundert | D-3-74-121-57 Wikidata | BW |
| Schönbrunner Weg 3; Schönbrunner Straße 12; Schönbrunner Straße 10; Schönbrunner Straße 14; Schönbrunner Straße 16; Schönbrunner Straße 18; Schönbrunner Straße 22; Nähe Schönbrunner Straße (Standort) | Stadelreihe                                              | Sieben von ehemals neun ein- und zweigeschossigen traufständigen Satteldachbauten, zum Teil mit segmentbogigen Einfahrtstoren, Bruchstein, zum Teil verputzt, 1. Hälfte 19. Jahrhundert, einer bezeichnet 1812, ein anderer bezeichnet 1832 | D-3-74-121-56 Wikidata | [[Vorlage:Bilderwunsch/code!/C:49.72354,12.28201!/D:Schönbrunner Weg 3; Schönbrunner Straße 12; Schönbrunner Straße 10; Schönbrunner Straße 14; Schönbrunner Straße 16; Schönbrunner Straße 18; Schönbrunner Straße 22; Nähe Schönbrunner Straße, Stadelreihe!/\|BW]] |
| Nähe Vohenstraußer Straße (Standort) | Felsenkeller                                             | Mit tonnengewölbter Stiege, Türsturz bezeichnet 1813 | D-3-74-121-60 Wikidata | BW |
| Vohenstraußer Straße 13 (Standort) | Ehemaliges Wohnstallhaus                                 | Zweigeschossiger traufständiger Steildachbau mit Werksteingewänden und segmentbogiger Toreinfahrt, 1835 | D-3-74-121-59 Wikidata | Ehemaliges Wohnstallhaus |
| Weidener Straße 21 (Standort) | Zwei Felsenkeller                                        | Westlicher Keller mit Granit-Türrahmung, bezeichnet 1798 | D-3-74-121-63 Wikidata | Zwei Felsenkeller |
| Nähe Kirchstraße (Standort) | Brunnen                                                  | Bezeichnet „1723“, Granitumbauung | D-3-74-121-64 Wikidata | weitere Bilder |

### Boxdorf
| Lage                                                                         | Objekt                                                                      | Beschreibung | Akten-Nr.              | Bild |
| ---------------------------------------------------------------------------- | --------------------------------------------------------------------------- | --- | ---------------------- | ---- |
| Boxdorf 1 (Standort)                                                         | Wohnhaus eines Vierseithofes                                                | Zweigeschossiger Satteldachbau mit Granitgewänden, bezeichnet 1856, Hofeinfahrt mit rundbogigem Nebeneingang, bezeichnet 1723 | D-3-74-121-66 Wikidata | BW   |
| Am Forst (Standort)                                                          | Schaftbildstock                                                             | Mit Sockelinschrift, Granit, bezeichnet 1696, im Forst nahe dem Steinfrankenreiterweg | D-3-74-121-67 Wikidata | BW   |
| Darhölzl; Ehemalige Bahnlinie Floß - Flossenbürg;In Plankenhammer (Standort) | Tiefbauten der sechs Kilometer langen ehemaligen Stichbahn Floß-Flossenbürg | (Ehemalige Strecke 5055) von 1912/13, Gleiskörper nach Stilllegung 1974 zurückgebaut; einbogige Streckenüberführung über den Hardtbach, Stampfbeton; einbogige Streckenüberführung nahe Eigenheimsiedlung, Stampfbeton; Laderampe bei Plankenhammer, Granitstein; rundbogige Streckenüberführung über den Burgerbach, Stampfbeton | D-3-74-121-181         | BW   |

### Fehrsdorf
| Lage                 | Objekt     | Beschreibung | Akten-Nr.              | Bild |
| -------------------- | ---------- | --- | ---------------------- | ---- |
| Im Hasler (Standort) | Bildstock  | Granitschaft mit abgefasten Kanten, Laterne mit Gesimsabschluss, darauf hölzernes Bildhäuschen, Schaft bezeichnet 1899 | D-3-74-121-68 Wikidata | BW   |
| Im Hasler (Standort) | Sühnekreuz | Granitkreuz mit Spuren einer Einmeißelung, mittelalterlich                                                             | D-3-74-121-69          | BW   |

### Gailertsreuth
| Lage                       | Objekt      | Beschreibung | Akten-Nr.              | Bild |
| -------------------------- | ----------- | --- | ---------------------- | ---- |
| Gailertsreuth 2 (Standort) | Vierseithof | Wohnstallhaus, zweigeschossiger Walm- bzw. Halbwalmdachbau mit Werksteinrahmungen, bezeichnet 1783; Hoftor, wohl letztes Viertel 18. Jahrhundert; Stallstadel, zweigeschossiger zweiflügeliger Satteldach- und Walm- bzw. Halbwalmdachbau mit segmentbogigem Einfahrtstor, 18./19. Jahrhundert; Stall, zweigeschossiger Satteldachbau mit korbbogigem Einfahrtstor, 18./19. Jahrhundert; Schupfe mit Stall, darüber Stock mit Laube in Holzkonstruktion, 18./19. Jahrhundert | D-3-74-121-70 Wikidata | BW   |

### Gösen
| Lage               | Objekt                     | Beschreibung | Akten-Nr.              | Bild |
| ------------------ | -------------------------- | --- | ---------------------- | ---- |
| Gösen 1 (Standort) | Stadel eines Dreiseithofes | Winkelförmiger Satteldachbau, Holzständerwerk mit Verbretterung, nach Süden Wagenremise, Holzständerwerk, z.T. Bruchstein, Giebel Fachwerk, mit Schupfe nach Osten, bezeichnet 1859 | D-3-74-121-72 Wikidata | BW   |

### Haupertsreuth
| Lage                                       | Objekt    | Beschreibung                                                                                  | Akten-Nr.              | Bild |
| ------------------------------------------ | --------- | --------------------------------------------------------------------------------------------- | ---------------------- | ---- |
| Galgenlohe; Haupertsreuther Weg (Standort) | Bildstock | Granitschaft mit abgefasten Kanten, Laterne mit Haube und Kugelbekrönung, 17./18. Jahrhundert | D-3-74-121-73 Wikidata | BW   |

### Kalmreuth
| Lage                       | Objekt                   | Beschreibung                                                                                            | Akten-Nr.              | Bild |
| -------------------------- | ------------------------ | --- | ---------------------- | ---- |
| Kalmreuth 1, 22 (Standort) | Ehemaliges Landsassengut | Zweigeschossiger Walmdachbau mit Granitrahmungen, Portal bezeichnet 1623 und 1819, mehrfach umgestaltet | D-3-74-121-74 Wikidata | BW   |

### Kühbach
| Lage                           | Objekt              | Beschreibung                                               | Akten-Nr.              | Bild                |
| ------------------------------ | ------------------- | ---------------------------------------------------------- | ---------------------- | ------------------- |
| Kühbach 1 (Standort)           | Sühnekreuz          | Granit, nachmittelalterlich                                | D-3-74-121-75 Wikidata | weitere Bilder      |
| In Kühbach; St 2181 (Standort) | Ortsbenennungsstein | Granitquader mit Inschrift und oberer Abschrägung, um 1900 | D-3-74-121-96 Wikidata | Ortsbenennungsstein |

### Pauschendorf
| Lage                   | Objekt    | Beschreibung | Akten-Nr.              | Bild |
| ---------------------- | --------- | --- | ---------------------- | ---- |
| Birkenhügel (Standort) | Bildstock | Gedrungener gebauchter Granitschaft, hohe Laterne mit Bildnischen und Haubenbekrönung, in Granitfindling eingelassen, bezeichnet 1741 | D-3-74-121-76 Wikidata | BW   |

### Plankenhammer
| Lage                          | Objekt                                          | Beschreibung | Akten-Nr.              | Bild                                            |
| ----------------------------- | ----------------------------------------------- | --- | ---------------------- | ----------------------------------------------- |
| Plankenhammer 1, 2 (Standort) | Wegkreuz                                        | Ursprünglich 19. Jahrhundert, um 1970/80 erneuert | D-3-74-121-78 Wikidata | Wegkreuz                                        |
| Plankenhammer 1 (Standort)    | Wohnhaus des ehemaligen Gutshofes Plankenhammer | Langgestreckter eingeschossiger Flachsatteldachbau mit Kniestock, nach Westen erhöhter Querbau mit verbrettertem Obergeschoss, 1894, im Kern 18. Jahrhundert östlich anschließend Wagenremise, eingeschossiger Flachsatteldachbau, wohl 1894; Hofeinfriedung, erhaltene Teile nach Westen und Nordwesten, Bruchstein, zum Teil verputzt, 18./19. Jahrhundert | D-3-74-121-87 Wikidata | Wohnhaus des ehemaligen Gutshofes Plankenhammer |
| Plankenhammer 2 (Standort)    | Ehemalige Mühle                                 | Zweigeschossiger Schopfwalmdachbau mit Granitrahmungen, wohl 18. Jahrhundert, Glocken- und Uhrturm 1888; nach Süden anschließendes Gesindehaus, zweigeschossiger Schopfwalmdachbau, verputztes Ziegelmauerwerk, 1. Hälfte 19. Jahrhundert | D-3-74-121-77 Wikidata | Ehemalige Mühle                                 |

### Schlattein
| Lage                                           | Objekt       | Beschreibung | Akten-Nr.              | Bild           |
| ---------------------------------------------- | ------------ | --- | ---------------------- | -------------- |
| In Schlattein (Standort)                       | Felsenkeller | Eingang aus Granitbruchstein, bezeichnet 1706 (nicht nachqualifiziert, im Bayerischen Denkmal-Atlas nicht kartiert) | D-3-74-121-80 Wikidata | BW             |
| In Schlattein (Standort)                       | Glockenturm  | Granitsockel mit Holzaufbau, polygonale Laterne mit Spitzhelm, bezeichnet 1836                                      | D-3-74-121-79 Wikidata | BW             |
| Gartenäcker (Standort)                         | Bildstock    | Korinthische Säule und Aufsatz, Granit, 17./18. Jahrhundert                                                         | D-3-74-121-82 Wikidata | BW             |
| Östlich an der Straße Floß-Plößberg (Standort) | Bildstock    | Sogenannte Stiftlandsäule, toskanische Säule auf Postament mit Inschrift, Laterne, Granit, bezeichnet 1697          | D-3-74-121-81 Wikidata | weitere Bilder |

### Weikersmühle
| Lage                      | Objekt                       | Beschreibung | Akten-Nr.              | Bild           |
| ------------------------- | ---------------------------- | --- | ---------------------- | -------------- |
| Weikersmühle 1 (Standort) | Ehemalige Mühle mit Wohnhaus | Zweigeschossiger Satteldachbau mit Kniestock und Granitrahmungen, 1883/96, Portal bezeichnet 1783; Nebengebäude mit Backofen, zweigeschossiger Flachsatteldachbau mit Granitrahmungen, 1896, im Kern älter; Felsenkeller, Türöffnung mit Granitgewände, 19. Jahrhundert | D-3-74-121-88 Wikidata | weitere Bilder |

### Welsenhof
| Lage                   | Objekt   | Beschreibung                                     | Akten-Nr.              | Bild |
| ---------------------- | -------- | ------------------------------------------------ | ---------------------- | ---- |
| Welsenhof 2 (Standort) | Kruzifix | Mit Marienfigur, farbig gefasst, bezeichnet 1846 | D-3-74-121-84 Wikidata | BW   |

## Ehemalige Baudenkmäler
In diesem Abschnitt sind Objekte aufgeführt, die früher einmal in der Denkmalliste eingetragen waren, jetzt aber nicht mehr. Objekte, die in anderem Zusammenhang also z. B. als Teil eines Baudenkmals weiter eingetragen sind, sollen hier nicht aufgeführt werden. Aktennummern in diesem Abschnitt sind ehemalige, jetzt nicht mehr gültige Aktennummern.

| Lage                                                | Objekt                       | Beschreibung                                                                                             | Akten-Nr.              | Bild           |
| --------------------------------------------------- | ---------------------------- | --- | ---------------------- | -------------- |
| Floß Bergstraße 7 (Standort)                        | Torbogen                     | Mit Holztürflügeln, Biedermeier                                                                          | D-3-74-121-2 Wikidata  | Torbogen       |
| Floß Flossenbürger Straße 16 (Standort)             | Holztür                      | Biedermeier                                                                                              | D-3-74-121-5 Wikidata  | Holztür        |
| Floß Kirchstraße (Standort)                         | Eingangstürstürze            | Bezeichnet „1749“ und „1798“                                                                             | D-3-74-121-21 Wikidata | BW             |
| Floß Mühlgraben 14 (Standort)                       | Wappentafel                  | Bezeichnet „1739“, von der ehemaligen Haberstumpfmühle                                                   | D-3-74-121-31 Wikidata | weitere Bilder |
| Floß Neustädter Straße 12 (Standort)                | Altes katholisches Schulhaus | Um 1900, Satteldachbau mit nachklassizistischen Formelementen                                            | D-3-74-121-33 Wikidata | BW             |
| Floß Obere Bachgasse 12 (Standort)                  | Haustür                      | Biedermeier                                                                                              | D-3-74-121-39 Wikidata | Haustür        |
| Floß Obere Bachgasse 14 (Standort)                  | Pietà                        | 19. Jahrhundert                                                                                          | D-3-74-121-40 Wikidata | BW             |
| Floß Obere Bachgasse 15 (Standort)                  | Haustür                      | Biedermeier                                                                                              | D-3-74-121-41          | Haustür        |
| Floß Obere Bachgasse 22 (Standort)                  | Haustür                      | Biedermeier                                                                                              | D-3-74-121-42          | Haustür        |
| Floß Obere Bachgasse 24 (Standort)                  | Haustür                      | Biedermeier                                                                                              | D-3-74-121-43          | Haustür        |
| Floß Weidener Straße 14 (Standort)                  | Granittorbogen               | Um 1800                                                                                                  | D-3-74-121-62 Wikidata | Granittorbogen |
| Bergnetsreuth Auf der Gemeindeödung Pauschendorf () | Granitbildstock              | Mit ausgehauenem Kreuz                                                                                   | D-3-74-121-65 Wikidata |                |
| Gailertsreuth 3 (Standort)                          | Remise                       | Um 1830; gemauerte Remise mit Halbwalmdach; gemauerter Stadel, innen bezeichnet „1828“, mit Halbwalmdach | D-3-74-121-71 Wikidata | BW             |
| Steinfrankenreuth 4 (Standort)                      | Hoftor                       | Bezeichnet „1774“                                                                                        | D-3-74-121-83 Wikidata | BW             |
| Welsenhof 3 (Standort)                              | Pietà                        | 19. Jahrhundert                                                                                          | D-3-74-121-85          | BW             |